# Partido Socialista Brasileño
El Partido Socialista Brasileño (PSB) es un partido político de centroizquierda de Brasil fundado en 1947. Fue disuelto durante la dictadura militar desde 1964 hasta 1988, año en que fue reconocido nuevamente como partido político, y su código electoral del TSE es 40.
En las elecciones legislativas del 2002, el PSB obtuvo  22 diputados de 513 escaños y 4 senadores de 81 en total. Además, el PSB presentó a Anthony Garotinho para presidente, obteniendo el tercer puesto con el 17,9% de los votos. Cuatro años después, el PSB aumentó su número de escaños y apoyó informalmente a Lula da Silva en su intento de ser reelegido.
Su líder más destacado fue Miguel Arraes, gobernador de Pernambuco antes y después de la dictadura militar.

## Resultados electorales

### Elecciones presidenciales
|  | 0,1 % |

|  | 30,3 % |

|  | 32,9 % |

|  | 17,2 % |

|  | 47,0 % |

|  | 27,0 % |

|  | 31,7 % |

|  | 17,9 % |

|  | 48,6 % |

|  | 60,8 % |

|  | 46,9 % |

|  | 56,1 % |

|  | 21,3 % |

|  | 48,4 % |

|  | 50,9 % |

### Elecciones parlamentarias
|  | 0,5 % |

|  | 1,5 % |

|  | 1,0 % |

|  | 1,9 % |

|  | 2,2 % |

|  | 3,4 % |

|  | 5,3 % |

|  | 6,2 % |

|  | 7,1 % |

|  | 6,4 % |

|  | 5,5 % |